# Saturn Award voor beste uitgifte op dvd (Special Edition)
Het volgende is een lijst van Saturn Award winnaars in de categorie Beste uitgifte op dvd (Special Edition).
| jaar | dvd                                                                  |
| ---- | -------------------------------------------------------------------- |
| 2001 | Shrek (2-Disc Editie)                                                |
| 2002 | The Lord of the Rings: The Fellowship of the Ring (Verlengde editie) |
| 2003 | The Lord of the Rings: The Two Towers (Verlengde editie)             |
| 2004 | The Lord of the Rings: The Return of the King (Verlengde editie)     |
| 2005 | Sin City: (Recut, Verlengde editie, Unrated)                         |
| 2006 | Superman II: The Richard Donner Cut                                  |
| 2007 | Blade Runner (5-Disc Ultimate Collector's Edition)                   |
| 2008 | Stephen King's The Mist (2-Disc Special Edition)                     |
| 2009 | Watchmen (The Ultimate Cut)                                          |
| 2010 | Avatar: (Extended Collector’s Edition)                               |